# Triple Assassinat dans le Suffolk
Pour plus de détails, voir Fiche technique et Distribution.
Triple Assassinat dans le Suffolk (Drowning by Numbers) est un film britannique réalisé par Peter Greenaway, sorti en 1988.

## Synopsis
Fatiguée des infidélités de son mari, la mère de deux filles noie celui-ci. Avec l'aide à contre-cœur du juge d'instruction local, le meurtre est maquillé. Ses filles ont le même genre de problème dans leurs relations amoureuses, et décident de suivre le modèle maternel, toujours avec l'aide du juge qui se retrouve ainsi de plus en plus impliqué.

## Rôle des nombres
Le spectateur peut s'amuser à repérer les nombres 1 à 100 qui apparaissent dans l'ordre tout au long du film. Ils sont soit visibles dans le décor, soit énoncés par les personnages. Le titre original du film, Drowning by numbers, signifie en effet Noyade par les nombres.

## Fiche technique
- Titre : Triple Assassinat dans le Suffolk
- Titre original : Drowning by Numbers
- Réalisation : Peter Greenaway
- Scénario : Peter Greenaway
- Musique : Michael Nyman
- Pays de production : Royaume-Uni
- Format : Couleurs - 1,66:1 - Dolby - 35 mm
- Genre : Comédie dramatique
- Durée : 118 minutes
- Date de sortie : 1988

## Distribution
- Joan Plowright : Cissie Colpitts 1
- Juliet Stevenson : Cissie Colpitts 2
- Joely Richardson : Cissie Colpitts 3
- Bernard Hill : Madgett
- Jason Edwards : Smut
- Bryan Pringle : Jake
- Trevor Cooper : Hardy
- David Morrissey : Bellamy
- John Rogan : Gregory
- Paul Mooney : Teigan
- Jane Gurnett : Nancy
- Kenny Ireland : Jonah Bognor
- Michael Percival : Moses Bognor
- Joanna Dickens : Mrs. Hardy
- Janine Duvitski : Marina Bellamy

## Musique
La musique originale du film a été  composée par Michael Nyman, et est, à la demande expresse de Greenaway, entièrement fondée sur des thèmes tirés d’un  mouvement lent de Wolfgang Amadeus Mozart (celui de la Sinfonia concertante pour violon, alto et orchestre en mi bémol majeur, K. 364). Les mesures 58 à 61 de ce morceau sont entendues dans leur version originale, immédiatement après chaque noyade.